# اپسیلون (فیلم)
«اپسیلون» (انگلیسی: Epsilon (film)) فیلمی در ژانر علمی–تخیلی است که در سال ۱۹۹۷ منتشر شد.